# Choroba Hartnupów

Wzór L-tryptofanu

Choroba Hartnupów (HND z ang. Hartnup disease lub Hartnup disorder) – dziedziczone autosomalnie recesywnie zaburzenie transportu aminokwasów obojętnych, głównie tryptofanu, w świetle jelita i kanalikach nerkowych. Przyczyną choroby jest mutacja w genie SLC6A19 w locus 5p15. Choroba objawia się aminoacydurią i zwiększonym wydalaniem pochodnych indolu, np. indykanów. Częste są objawy przypominające pelagrę, wynikające z niedoboru tryptofanu niezbędnego do biosyntezy niacyny. 
Chorobę opisano na łamach Lancet w 1956 u mieszkającej w Londynie rodziny Hartnupów, stąd nazwa schorzenia.